# Pietroso
Pietroso település Franciaországban, Haute-Corse megyében. Lakosainak száma 350 fő (2022. január 1.). Pietroso Vezzani, Aghione, Ghisonaccia és Ghisoni községekkel határos.

## Népesség
A település népességének változása:
| Lakosok száma | 263  | 277  | 309  | 272  | 247  | 256  | 289  | 350  | 349  | 350  |
|               | 1968 | 1982 | 1990 | 2006 | 2013 | 2015 | 2017 | 2019 | 2020 | 2022 |